# Ukhnaagiin Khürelsükh
Ukhnaagiin Khürelsükh (em mongol:  Ухнаагийн Хүрэлсүх,nascido em 14 de junho de 1968) é um político mongol que foi primeiro-ministro da Mongólia de outubro de 2017 a janeiro de 2021. Ele foi eleito para o Parlamento Mongol três vezes - em 2000, 2004 e 2012, atuou no Gabinete da Mongólia como Ministro de Situação de Emergência de 2004 a 2006, Ministro de Inspeção Profissional de 2006 a 2008 e em 2014–2015 e 2016 –2017 como Vice-Primeiro Ministro da Mongólia. Também foi secretário-geral do Partido Popular da Mongólia de 2008 a 2012.
Na eleição de 9 de junho de 2021, Khürelsükh (Partido Popular da Mongólia) foi eleito presidente com 72,2% dos votos. Dangaasüren Enkhbat (Coalizão Eleitoral Pessoas de Direito) teve 21,4% e Sodnomzundui Erdene (Partido Democrático) 6,4%. Khürelsükh tomou posse no dia 25 de junho de 2021.